# Kansas City (Missouri)
Kansas City (zkratkou KCMO) je největší město státu Missouri v USA. Rozkládá se na území 826 km² a má přibližně 508 tisíc obyvatel. Bylo založeno v roce 1838 na soutoku řek Missouri a Kansas. Kansas City se říká „Paříž rovin“ a také „Město fontán“, a to proto, že jich v tomto městě je více než 200, více jich je pouze v Římě.
Město je urbanisticky spojené se stejnojmenným městem Kansas City v sousedním státě Kansas. Obě sídla jsou společně s dalšími městy součástí metropolitní oblasti Kansas City.

## Historie
Po roce 1804, kdy Spojené státy odkoupily Louisianu, tudy kráčela Lewisova a Clarkova expedice, následně sem zamířili francouzští obchodníci s kožešinami okolo Françoise Chouteaua, kteří postavili svá obydlí podél řeky Missouri počínaje rokem 1821.
Jižně od nich byl roku 1833 mužem jménem John Calvin McCoy založen Westport, jenž se stal základnou pro expanzi na západ.
Západní expanzi později tvořily Oregonská stezka, Kalifornská stezka a ta do Santa Fe. Toto město tvořily hlavně doky.
Skupina Mormonů zde roku 1831 postavila první školu.
Po roce 1850 se zde usadila skupina 14 investorů a z jejich iniciativy vzniklo Město Kansas (Town of Kansas) pojící dosavadní Kansas s Westportem, což McCoyovi lidi přimělo vybudovat novou osadu více na severu.
V roce 1853 měl Kansas 2500 obyvatel.
Před a během Americké občanské války se zdejší situace stala napjatou, protože Missouri bylo otrokářským státem, zatímco stát Kansas nikoliv. Partyzáni okolo velitele Williama Clarka Quantrilla spjatého s Konfederací několikrát město napadli. Dne 23. října 1864 zde Konfederece utrpěla porážku od generála Unie Samuela Curtise.
Rozmach nastal železničním spojením se St. Louis roku 1865 a zbudováním železničního Hannibalova mostu roku 1870. Střediskem masozpracovatelského průmyslu se stal Kansas též okolo roku 1870.

## Geografie
Město má rozlohu asi 826 km2, z toho tvoří 15 km2 voda. Většina lidí si představuje Kansas City jako rovinu (podobně jako Chicago nebo Dallas), ve skutečnosti je ale velmi zvlněné.

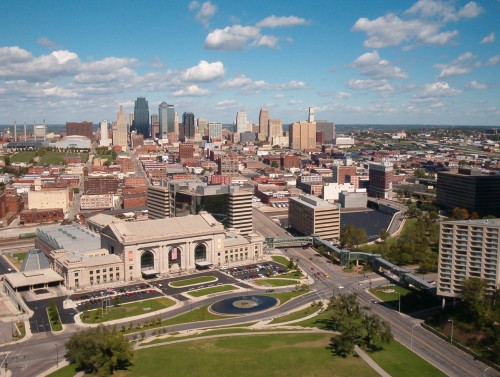
Panoráma Kansas City
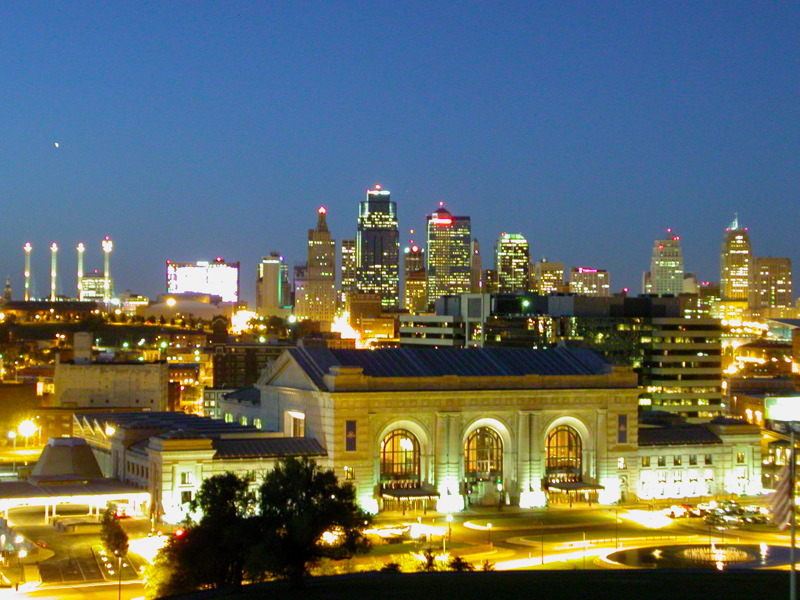
Kansas City během stmívání

## Demografie
Podle sčítání lidu z roku 2010 zde žilo 459 787 obyvatel.

### Rasové složení
- 59,2 % bílí Američané
- 29,9 % Afroameričané
- 0,5 % američtí indiáni
- 2,5 % asijští Američané
- 0,2 % pacifičtí ostrované
- 4,5 % jiná rasa
- 3,2 % dvě nebo více ras

Obyvatelé hispánského nebo latinskoamerického původu, bez ohledu na rasu, tvořili 10,0 % populace.

## Ekonomika
Potravinářský průmysl se těší tradici už od 19. století. V 70. letech minulého století totiž Kansasu vévodil masný průmysl, zaměřený zvláště na hovězí.
Ten se soustřeďoval v regionu West Bottoms, jeho význam ale ve 20. století postupně klesal. Pro zemědělství příznivé okolí Kansasu ústí v produkci pšenice, kukuřice, sóji nebo mléčných výrobků.
Pozice ve středu Spojených států z města učinila železniční uzel a středisko kamionové dopravy. Těžba vápence uprázdnila prostor, v němž Kansasané zbudovali podzemní průmyslovou zónu SubTropolis. Roli zde má průmysl automobilový, zbrojní a zpracovatelský. Zvláštním turistickým segmentem jsou kasina na místních řekách.
Hrubý domácí produkt (HDP) města činil 132,7 miliard dolarů ($) v roce 2018.

## Fontány a muzea
První fontána byla postavena v roce 1899 díky dvojici krajinářských architektů George Kessler a August Meyer. Další fontány vznikly po veřejných sbírkách v dalších letech ve snaze zlepšit situaci s vodními zdroji. O tyto vodní zdroje se první obyvatelé zprvu dělili s koňmi a na tuto dobu odkazuje Meyer Circle Fountain, na níž jsou koně vyobrazeny.
Jinou další známou fontánou je J.C. Nichols Memorial Fountain, dílo Henriho-Léona Grébera. Památkou na 461 kansaských mužů padlých ve Vietnamu zůstává Vietnam Veterans’ Fountain. Jedna fontána se nachází před muzeem umění Nelsona-Atkinse. Roku 2000 byla postavena pamětní zahradní fontána Ewinga a Muriela Kauffmanových, The Ewing and Muriel Kauffman Memorial Garden.
Ve městě se nachází první americké muzeum První světové války otevřené 12. prosince 2006. V jeho blízkosti stojí 66 metrů vysoký Památník svobody zbudovaný roku 1926.

## Sport
- NFL: Kansas City Chiefs
- MLB: Kansas City Royals
- MLS: Sporting Kansas City (sídlí v Kansas City ve státě Kansas)

## Rodáci
- Virgil Thomson (1896–1989), hudební skladatel a kritik
- Dorothy Vaughan (1910–2008), matematička pro NASA
- Jean Harlowová (1911–1937), herečka, sexsymbol 30. let
- Walter J. Ong (1912–2003), literární teoretik
- Charlie Parker (1920–1955), jazzový saxofonista
- Burt Bacharach (1928–2023), hudební skladatel populární a filmové hudby, držitel Oscara
- Dianne Wiestová (* 1948), herečka, dvojnásobnou držitelkou Oscara
- Chris Cooper (* 1951), herec, držitel Oscara
- Kate Spade (1962–2018), módní návrhářka
- Denis O'Hare (* 1962), herec
- Don Cheadle (* 1964), herec, producent, scenárista a režisér
- Tech N9ne (* 1971), rapper
- Gillian Flynnová (* 1971), spisovatelka
- Scott Foley (* 1972), herec
- Katherine McNamara (* 1995), herečka

## Partnerská města
- Sevilla, Španělsko
- Kurašiki, Japonsko
- Morelia, Mexiko
- Freetown, Sierra Leone
- Tchaj-nan, Tchaj-wan
- Si-an, Čína
- Guadalajara, Mexiko
- Hannover, Německo
- Port Harcourt, Nigérie
- Arusha, Tanzanie
- San Nicolás de los Garza, Mexiko
- Ramla, Izrael
- Mety, Francie
- Jen-an, Čína